# Cryptokermes mimosae
Cryptokermes mimosae är en insektsart som beskrevs av Imré Foldi 1995. Cryptokermes mimosae ingår i släktet Cryptokermes och familjen pärlsköldlöss. Inga underarter finns listade i Catalogue of Life.